# Ringleader of the Tormentors
Ringleader of the Tormentors är ett musikalbum med Morrissey och släpptes den 3 april 2006 under skivbolaget Attack Records. Inspelningen av albumet skedde i Rom. Den första singeln från albumet var "You Have Killed Me", och den släpptes den 26 mars 2006.
Producent för albumet var Tony Visconti som mest är känd för produceringen av de tidiga albumen av T.Rex och David Bowie. Jeff Saltzman, som först var nämnd som producent, kunde inte åta sig projektet.
Musikerna som medverkade på inspelningen av albumet var: Jesse Tobias, Alain Whyte, Boz Boorer, Gary Day, Mikey Farrell och Matt Chamberlain. Matt ersatte Dean Butterworth som bestämde sig för att fortsätta som trummis för Good Charlotte. Marco Origel, som är från San Francisco, var ljudtekniker.

## Låtlista
1. "I Will See You in Far-Off Places" - 4:14
2. "Dear God Please Help Me" - 5:52
3. "You Have Killed Me" - 3:08
4. "The Youngest Was the Most Loved" - 3:00
5. "In the Future When All's Well" - 3:54
6. "The Father Who Must Be Killed" - 3:54
7. "Life Is a Pigsty" - 7:23
8. "I'll Never Be Anybody's Hero Now" - 4:14
9. "On the Streets I Ran" - 3:51
10. "To Me You Are a Work of Art" - 4:02
11. "I Just Want to See the Boy Happy" - 2:59
12. "At Last I Am Born" - 3:33

## Singlar
- "You Have Killed Me" (27 mars 2006)
- "The Youngest Was the Most Loved" (29 maj 2006)
- "In the Future When All's Well"
- "I Just Want to See the Boy Happy" (Ej släppt i Sverige)